# Kaniwola
Kaniwola – wieś w Polsce położona w województwie lubelskim, w powiecie łęczyńskim, w gminie Ludwin.
W latach 1975–1998 miejscowość administracyjnie należała do ówczesnego województwa lubelskiego.
Wieś stanowi sołectwo gminy Ludwin. Według Narodowego Spisu Powszechnego z roku 2011 wieś liczyła 557 mieszkańców.

## Etymologia
Nazwa pochodzi od nazwy osobowej Kania i apelatywu Wola. W zapisach jak przedstawia Kazimierz Rymut wahanie między formą zestawienia, złożenia i zrostu członów nazwy .
„Kaniska Wolia” w takim brzemieniu wymienia się wieś w roku 1563, „Wolia Kanska” w roku 1578. „Kania Wola” w latach 1738–1739 także Kania Wola w 1787 Spis diecezjalny, „Kania Wola” w spisie 1827, Kaniowola 1870 Kaniwola, [w:] Słownik geograficzny Królestwa Polskiego, t. III: Haag – Kępy, Warszawa 1882, s. 805.. Nazwa w formie obecnie brzmiącej Kaniwola od 1933 roku.

## Historia

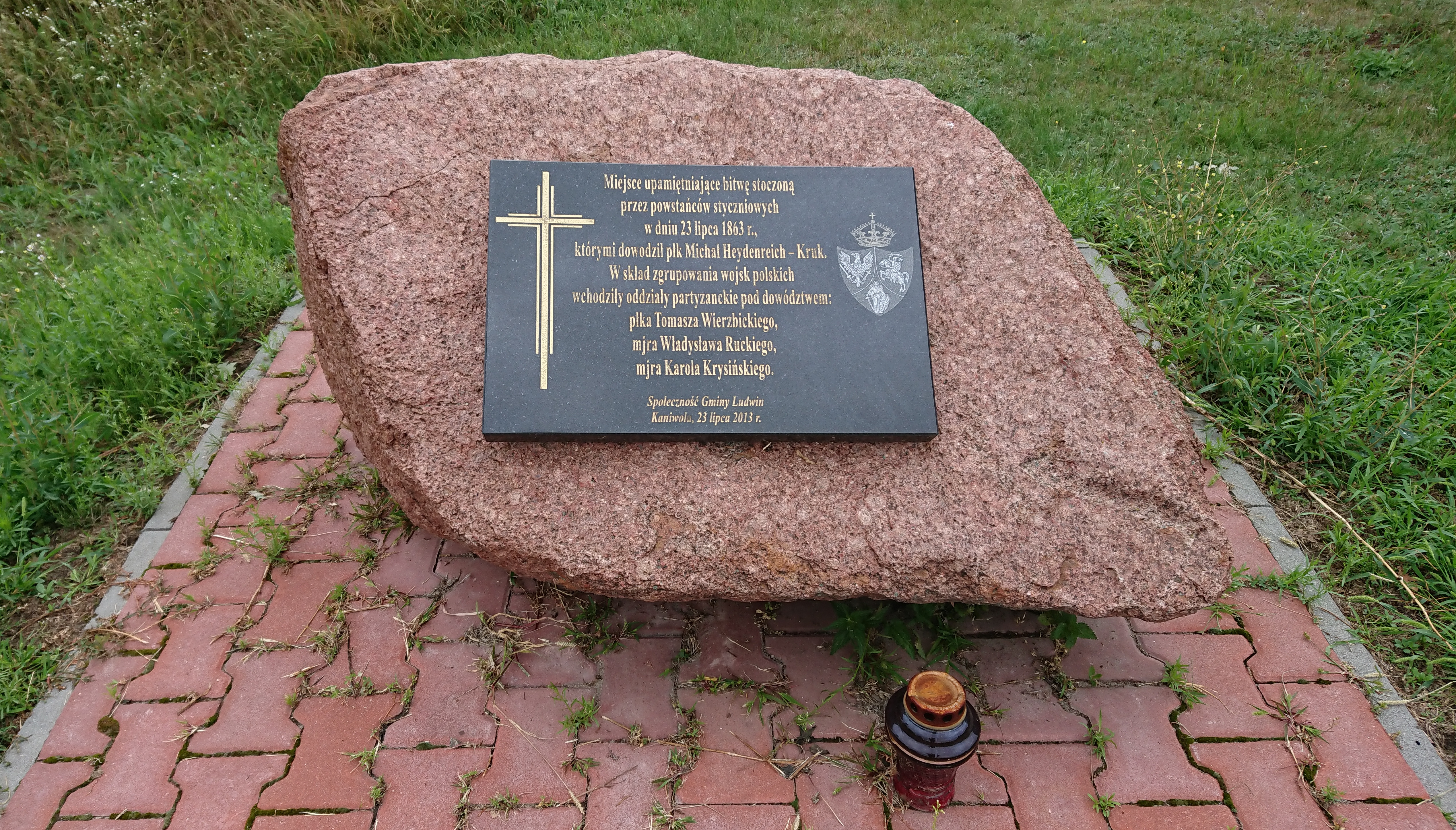
Kamień upamiętniający bitwę powstania styczniowego

Miejscowość powstała w II połowie XVI wieku jako folwark należący do dóbr łęczyńskich i stanowiła własność rodów szlacheckich, m.in. Tęczyńskich herbu Topór, Branickich herbu Korczak i Sapiehów herbu Lis. Strażnik litewski Stanisław Potocki sprzedał w 1725 roku Kaniwolę hetmanowi polnemu koronnemu i wojewodzie podlaskiemu Stanisławowi Mateuszowi Rzewuskiemu. Zabudowa folwarczna uległa zniszczeniu w pożarze w 1863 roku. 
23 lipca 1863 roku zgrupowanie dowodzone przez płk. Michała Heydenreicha „Kruka” starło się tu z wojskami rosyjskimi (bitwa pod Kaniwolą).
Od 1868 roku Kaniwola stała się niezależna od dóbr łęczyńskich, część majątku rozparcelowano na mocy ukazu carskiego o uwłaszczeniu, pozostałą część nabył Józef Szczepański.

## Zabytki
Zespół dworski, nr rej.: A/987 z 10.11.1989 składający się z budynku dworu, spichrza i obory, oraz parku. Zabytkowy dwór z 1924 jest obecnie w rękach prywatnych.